# Matematikai szimbólumok listája

## Gyakori szimbólumok
Ez a táblázat a matematika különböző részterületein gyakran használt szimbólumokat foglalja össze.
Minden szimbólumot betűkészlettől függő HTML formában és TeX formában (képként) is tartalmaz.
| Szimbólum HTML-ben | Szimbólum TeX-ben                                                 | Név | Magyarázat | Példák |
| Szimbólum HTML-ben | Szimbólum TeX-ben                                                 | Kiejtés                                                                                                  | Magyarázat | Példák |
| Szimbólum HTML-ben | Szimbólum TeX-ben                                                 | Kategória                                                                                                | Magyarázat | Példák |
| ------------------ | ----------------------------------------------------------------- | --- | --- | --- |
| =                  | {\displaystyle =\!\,}                                             | egyenlőség egyenlő bármely kategória                                                                     | x = y azt jelenti, hogy x és y ugyanaz, vagy ugyanazt az értéket jelöli. | 1 + 1 = 2 |
| ≠                  | {\displaystyle \neq \!\,}                                         | egyenlőtlenség nem egyenlő bármely kategória                                                             | x ≠ y azt jelenti, hogy x és y nem ugyanaz, vagy nem ugyanazt az értéket jelöli. (A !=, /= vagy <> ASCII formátumú jelölések programozási nyelvekben használatosak.)                       | 2 + 2 ≠ 5 |
| < >                | {\displaystyle <\!\,} {\displaystyle >\!\,}                       | szigorú egyenlőtlenség kisebb, nagyobb rendezési algoritmusok                                            | x < y azt jelenti, hogy x kisebb, mint y. x > y azt jelenti, hogy x nagyobb, mint y. | 3 < 4 5 > 4 |
| < >                | {\displaystyle <\!\,} {\displaystyle >\!\,}                       | (valódi) alcsoport (valódi) alcsoportja; (valódi) részcsoportja csoportelmélet                           | H < G azt jelenti, hogy H (valódi) alcsoportja G -nek. | 5Z < Z A3 <S3 |
| ≪ ≫                | {\displaystyle \ll \!\,} {\displaystyle \gg \!\,}                 | (nagyon) szigorú egyenlőtlenség nagyságrendekkel kisebb, nagyságrendekkel nagyobb rendezési algoritmusok | x ≪ y azt jelenti, hogy x nagyságrendekkel kisebb, mint y. x ≫ y azt jelenti, hogy x nagyságrendekkel nagyobb, mint y.                                                                     | 0,003 ≪ 1000000 |
| ≤ ≥                | {\displaystyle \leq \!\,} {\displaystyle \geq \!\,}               | egyenlőtlenség kisebb vagy egyenlő, nagyobb vagy egyenlő rendezési algoritmusok                          | x ≤ y azt jelenti, hogy x kisebb vagy egyenlő mint y. x ≥ y azt jelenti, hogy x nagyobb vagy egyenlő mint y. (A <= és >= ASCII formátumú jelölések programozási nyelvekben használatosak.) | 3 ≤ 4 és 5 ≤ 5 5 ≥ 4 és 5 ≥ 5 |
| ≤ ≥                | {\displaystyle \leq \!\,} {\displaystyle \geq \!\,}               | alcsoport alcsoportja; részcsoportja csoportelmélet                                                      | H ≤ G azt jelenti, hogy H alcsoportja G -nek. | Z ≤ Z A3 ≤S3 |
| ≤ ≥                | {\displaystyle \leq \!\,} {\displaystyle \geq \!\,}               | redukció redukálható; visszavezethető bonyolultságelmélet                                                | A ≤ B azt jelenti, hogy az A probléma redukálható (visszavezethető) B -re. Alsóindexszel bővíthető a ≤, annak jelölésére, hogy milyen redukciót alkalmazunk.                               | Ha {\displaystyle \exists f\in F{\mbox{ . }}\forall x\in \mathbb {N} {\mbox{ . }}x\in A\Leftrightarrow f(x)\in B} akkor {\displaystyle A\leq _{F}B} |
| ≺                  | {\displaystyle \prec \!\,}                                        | Karp redukció Karp redukciója; Karp redukálható; Polinom időben visszavezethető; bonyolultságelmélet     | L1 ≺ L2 azt jelenti, hogy L1 Karp redukálható L2 -re. | Ha L1 ≺ L2 és L2 ∈ P, akkor L1 ∈ P. |
| ∝                  | {\displaystyle \propto \!\,}                                      | arányosság arányos; arányul hozzá bármely kategória                                                      | y ∝ x azt jelenti, hogy y = kx valamilyen nem nulla k konstansra, (y/x= k) vagyis y és x aránya k.                                                                                         | Ha y = 2x, akkor y ∝ x |
| +                  | {\displaystyle +\!\,}                                             | összeadás plusz; meg aritmetika                                                                          | 4 + 6 az 4 és 6 összegét jelenti. | 2 + 7 = 9 |
| +                  | {\displaystyle +\!\,}                                             | diszjunkt unió diszjunkt uniója halmazelmélet                                                            | A1 + A2 , az az A1 és az A2 halmazok diszjunkt unióját jelenti. | A1 = {3, 4, 5, 6} ∧ A2 = {7, 8, 9, 10} ⇒ A1 + A2 = {(3,1), (4,1), (5,1), (6,1), (7,2), (8,2), (9,2), (10,2)}                                        |
| −                  | {\displaystyle -\!\,}                                             | kivonás mínusz; ból; aritmetika                                                                          | 9 − 4 azt jelenti, hogy a 4-et kivonjuk a 9-ből. | 8 − 3 = 5 |
| −                  | {\displaystyle -\!\,}                                             | ellentett ellentettje aritmetika                                                                         | −3 a 3 ellentettjét jelenti. | −(−5) = 5 |
| −                  | {\displaystyle -\!\,}                                             | különbséghalmaz mínusz; ból halmazelmélet                                                                | A − B azt a halmazt jelenti, ami A minden olyan elemét tartalmazza, ami nincs benne B -ben. (∖ jel szintén használatos a különbséghalmaz jelölésére, lásd alább.)                          | {1,2,4} − {1,3,4} = {2} |
| ×                  | {\displaystyle \times \!\,}                                       | szorzás szorozva; szorzata; szor aritmetika                                                              | 3 × 4 3-nak a 4-gyel való szorzatát jelenti. | 7 × 8 = 56 |
| ×                  | {\displaystyle \times \!\,}                                       | Descartes-szorzat Descartes-szorzata; halmazelmélet                                                      | X×Y azt a halmazt jelenti, ami az összes olyan képezhető kételemű többest tartalmazza, amelyekben az első elem X-ből, a második elem pedig Y-ból választódik.                              | {1,2} × {3,4} = {(1,3),(1,4),(2,3),(2,4)} |
| ×                  | {\displaystyle \times \!\,}                                       | Vektoriális szorzat vektoriális szorzat; keresztszorzat vektoralgebra                                    | u × v , az u és v vektorok vektoriális szorzatát jelenti. | (1,2,5) × (3,4,−1) = (−22, 16, − 2) |
| ×                  | {\displaystyle \times \!\,}                                       | egységelemek csoportja Gyűrűelmélet                                                                      | R× az R gyűrű egységelemeinek halmazából áll. Úgy is írható, mint R* vagy U(R). | {\displaystyle {\begin{aligned}(\mathbb {Z} /5\mathbb {Z} )^{\times }&=\{[1],[2],[3],[4]\}\\&\cong C_{4}\\\end{aligned}}}                           |
| ·                  | {\displaystyle \cdot \!\,}                                        | szorzás szorozva; szorzata; szor aritmetika                                                              | 3 · 4 a 3-nak a 4-gyel való szorzatát jelenti. | 7 · 8 = 56 |
| ·                  | {\displaystyle \cdot \!\,}                                        | skaláris szorzat skaláris szorzata; belső szorzata; pont szorzata; vektoralgebra                         | u · v a skalárszorzatát jelenti az u és a v vektoroknak. | (1,2,5) · (3,4,−1) = 6 |
| ÷ ⁄                | {\displaystyle \div \!\,} {\displaystyle /\!\,}                   | osztás osztva; per aritmetika                                                                            | 6 ÷ 3 vagy 6 ⁄ a 6-nak a 3-mal való osztását jelenti. | 2 ÷ 4 = 0,5 12 ⁄ 4 = 3 |
| ÷ ⁄                | {\displaystyle \div \!\,} {\displaystyle /\!\,}                   | hányadoscsoport mod csoportelmélet                                                                       | G / H azt jelenti, hogy a G csoport hányadosa modulo H alcsoportjának. | {0, a, 2a, b, b+a, b+2a} / {0, b} = {{0, b}, {a, b+a}, {2a, b+2a}}                                                                                  |
| ÷ ⁄                | {\displaystyle \div \!\,} {\displaystyle /\!\,}                   | hányadoshalmaz mod halmazelmélet                                                                         | A/~ jelenti az A-beli összes ~ Ekvivalenciaosztály halmazát. | Ha ~ -t úgy definiáljuk, hogy x ~ y ⇔ x − y ∈ ℤ, akkor ℝ/~ = {x + n : n ∈ ℤ : x ∈ (0,1])                                                            |
| ±                  | {\displaystyle \pm \!\,}                                          | plusz-mínusz aritmetika                                                                                  | A 6 ± 3 az (6 + 3)-at, és (6 − 3)-at is jelenti. | Az x = 5 ± √4, egyenletnek két megoldása van: x = 7 és x = 3.                                                                                       |
| ±                  | {\displaystyle \pm \!\,}                                          | plusz-mínusz mérés                                                                                       | 10 ± 2 vagy másként írva 10 ± 20%, a (10 − 2)-től a (10 + 2)-ig terjedő intervallumot jelenti.                                                                                             | Ha a = 100 ± 1 mm, akkor a ≥ 99 mm és a ≤ 101 mm.                                                                                                   |
| ∓                  | {\displaystyle \mp \!\,}                                          | mínusz-plusz aritmetika                                                                                  | 6 ± (3 ∓ 5) a (6 + (3 − 5))-öt és a (6 − (3 + 5))-öt is jelenti. | cos(x ± y) = cos(x) cos(y) ∓ sin(x) sin(y). |
| √                  | {\displaystyle \surd \!\,} {\displaystyle {\sqrt {\ }}\!\,}       | négyzetgyök valós számok                                                                                 | {\displaystyle {\sqrt {x}}} azt a pozitív számot jelenti, aminek a négyzete {\displaystyle x}.                                                                                             | {\displaystyle {\sqrt {4}}=2} |
| √                  | {\displaystyle \surd \!\,} {\displaystyle {\sqrt {\ }}\!\,}       | (komplex) négyzetgyök (komplex) négyzetgyök komplex számok                                               | Ha {\displaystyle z=r\,\exp(i\phi )} polárkordinátás alakban és {\displaystyle -\pi <\phi \leq \pi }, akkor {\displaystyle {\sqrt {z}}={\sqrt {r}}\exp(i\phi /2)}.                         | {\displaystyle {\sqrt {-1}}=i} |
| \|…\|              | {\displaystyle \|\ldots \|\!\,}                                   | abszolútérték abszolútértéke számok                                                                      | \|x\| a valós számegyenesen (vagy a komplex síkon) vett távolság x és nulla között. | \|3\| = 3 \|–5\| = \|5\| = 5 \| i \| = 1 \| 3 + 4i \| = 5                                                                                           |
| \|…\|              | {\displaystyle \|\ldots \|\!\,}                                   | Euklideszi távolság távolsága geometria                                                                  | \|x – y\| az Euklideszi geometriában értelmezett távolság x és y pontok között. | Ha x = (1,1), és y = (4,5), \|x – y\| = √([1–4]2 + [1–5]2) = 5                                                                                      |
| \|…\|              | {\displaystyle \|\ldots \|\!\,}                                   | determináns (matematika) determinánsa lineáris algebra                                                   | \|A\| az A mátrix determinánsát jelenti. | {\displaystyle {\begin{vmatrix}1&2\\2&4\\\end{vmatrix}}=0}                                                                                          |
| \|…\|              | {\displaystyle \|\ldots \|\!\,}                                   | számosság számossága halmazelmélet                                                                       | \|X\| az X halmaz számosságát jelenti. | \|{3, 5, 7, 9}\| = 4. |
| \|\|…\|\|          | {\displaystyle \\|\ldots \\|\!\,}                                 | hossz hossza lineáris algebra                                                                            | \|\| x \|\| az x vektor hosszát jelenti. | Bármely két x és y vektorokra igaz, hogy \|\| x + y \|\| ≤ \|\| x \|\| + \|\| y \|\| Ez más néven a háromszög-egyenlőtlenség.                       |
| \|\|…\|\|          | {\displaystyle \\|\ldots \\|\!\,}                                 | legközelebbi egész -hoz legközelebbi egész számok                                                        | \|\|x\|\|, az x-hez legközelebbi egészet jelenti. | \|\|1\|\| = 1, \|\|1.6\|\| = 2, \|\|−2.4\|\| = −2, \|\|3.49\|\| = 3                                                                                 |
| ∣ ∤                | {\displaystyle \mid \!\,} {\displaystyle \nmid \!\,}              | oszthatóság osztója, osztható számok                                                                     | a\|b azt jelenti, hogy a osztója b -nek. a∤b azt jelenti, hogy a nem osztója b -nek, vagyis b nem osztható a-val.                                                                          | Mivel 15 = 3×5, ezért 3\|15 és 5\|15. |
| ∣ ∤                | {\displaystyle \mid \!\,} {\displaystyle \nmid \!\,}              | Feltételes valószínűség feltéve hogy Valószínűségszámítás                                                | P(A\|B) az A esemény valószínűségét jelenti, feltéve, hogy B bekövetkezik. | Ha P(A)=0,4 és P(B)=0,5, akkor P(A\|B)=((0,4)(0,5))/(0,5)=0,4 . Ez a Bayes-tétel következménye                                                      |
| \|\|               | {\displaystyle \\|\!\,}                                           | párhuzamosság párhuzamos geometria                                                                       | x \|\| y azt jelenti, hogy x egyenes párhuzamos y egyenessel. | Ha l \|\| m és m ⊥ n, akkor l ⊥ n. |
| ℕ N                | {\displaystyle \mathbb {N} \!\,} {\displaystyle \mathbf {N} \!\,} | természetes számok N; a természetes számok halmaza számok                                                | N a { 0, 1, 2, 3, ...} halmazt vagy újabb értelmezés szerint a { 1, 2, 3, ...} halmazt jelenti.                                                                                            | ℕ = {\|a\| : a ∈ ℤ} vagy ℕ = {\|a\| > 0: a ∈ ℤ} |
| ℤ Z                | {\displaystyle \mathbb {Z} \!\,} {\displaystyle \mathbf {Z} \!\,} | egész számok Z; az egész számok halmaza számok                                                           | ℤ a {..., −3, −2, −1, 0, 1, 2, 3, ...} halmazt jelenti. ℤ+ vagy ℤ> a {1, 2, 3, ...} halmazt jelenti. Újabb értelmezésben a ℤ* vagy ℤ≥ a {0, 1, 2, 3, ...} halmazt jelenti.                 | ℤ = {p, −p : p ∈ ℕ ∪ {0}} |
| ℙ P                | {\displaystyle \mathbb {P} \!\,} {\displaystyle \mathbf {P} \!\,} | Projektív tér P; projektív tér Projektív geometria                                                       | ℙ a projektív teret jelenti. | {\displaystyle \mathbb {P} ^{1}},{\displaystyle \mathbb {P} ^{2}}                                                                                   |
| ℙ P                | {\displaystyle \mathbb {P} \!\,} {\displaystyle \mathbf {P} \!\,} | Valószínűség valószínűsége Valószínűségszámítás                                                          | ℙ(X) az X esemény bekövetkezésének valószínűségét jelenti. | Ha feldobunk egy pénzt akkor, ℙ(Fej) = ℙ(Írás) = 0.5.                                                                                               |
| ℚ Q                | {\displaystyle \mathbb {Q} \!\,} {\displaystyle \mathbf {Q} \!\,} | Racionális számok Q; a racionális számok halmaza számok                                                  | ℚ azt jelenti, hogy {p/q : p ∈ ℤ, q ∈ ℕ}. | 3.14000... ∈ ℚ π ∉ ℚ |
| ℝ R                | {\displaystyle \mathbb {R} \!\,} {\displaystyle \mathbf {R} \!\,} | Valós számok R; a valós számok halmaza számok                                                            | ℝ a valós számok halmazát jelenti. | π ∈ ℝ √(−1) ∉ ℝ |
| ℂ C                | {\displaystyle \mathbb {C} \!\,} {\displaystyle \mathbf {C} \!\,} | Komplex számok C; a komplex számok halmaz számok                                                         | ℂ a {a + b i : a,b ∈ ℝ} halmazt jelenti. | i = √(−1) ∈ ℂ |
| ℍ H                | {\displaystyle \mathbb {H} \!\,} {\displaystyle \mathbf {H} \!\,} | kvaterniók vagy Hamilton-féle számok H; kvaterniók halmaza számok                                        | ℍ a {a + b i + c j + d k : a,b,c,d ∈ ℝ} halmazt jelenti. | |
| O                  | {\displaystyle O}                                                 | Ordó vagy O jelölés Ordó számításelmélet                                                                 | A nagy Ordó jelöléssel azt jelöljük, hogy egy függvénnyel egy másik függvényt felülről tudunk becsülni, a függvényargumentum végtelenhez vagy egyéb határhoz tartása mellett.              | Ha f(x) = 6x4 − 2x3 + 5 és g(x) = x4 , akkor {\displaystyle f(x)=O(g(x)){\mbox{ ha }}x\to \infty \,}                                                |
| ∞                  | {\displaystyle \infty \!\,}                                       | Végtelen végtelen számok                                                                                 | ∞ a valós számegyenes azon eleme, ami minden valós számnál nagyobb; gyakran határértékként szerepel.                                                                                       | {\displaystyle \lim _{x\to 0}{\frac {1}{\|x\|}}=\infty }                                                                                            |